# Hjælp! Jeg er en fisk
Hjælp! Jeg er en fisk er en dansk tegnefilm fra år 2000 med stemmer af bl.a. Nis Bank-Mikkelsen, Dick Kaysø, Ulf Pilgaard, Paprika Steen, Martin Brygmann, Søren Sætter-Lassen, Zlatko Buric, Louise Fribo, Sebastian Jessen, Morten Kernn, Ghita Nørby og Pil Neja. Filmen er instrueret af Michael Hegner og Stefan Fjeldmark, der også har skabt Jungledyret Hugo og Den grimme ælling og mig.
Filmen var ledsaget af et soundtrack med originale kompositioner. Soundtracket toppede de danske hitlister. Singlehittet "I'm a Little Yellow Fish", skrevet af komponisten Jesper Winge Leisner og indspillet af pigegruppen Creamy, opnåede en 11.-plads på den engelske singlehitliste.
Animationen blev delt mellem A. Film A/S i Danmark, Munich Animation i Tyskland og Terraglyph Interactive Studios i Dublin, Irland.

## Sang
Help! I'm A Fish er en dansk sang med engelsk tekst sunget af pigegruppen Creamy. Sangen er fra år 2000 og blev lavet til soundtracket til den danske tegnefilm.

## Stemmer
| Karakter         | Engelsk                  | Dansk                |
| ---------------- | ------------------------ | -------------------- |
| Svip             | Jeff Pace som Fly        | Sebastian Jessen     |
| Stella           | Michelle Westerson       | Pil Neja             |
| Plum             | Aaron Paul som Chuck     | Morten Kernn Nielsen |
| Professor Makral | Terry Jones som MacKrill | Søren Sætter-Lassen  |
| Joe              | Alan Rickman             | Nis Bank-Mikkelsen   |
| Haj              | David Bateson            | Dick Kaysø           |
| Sasha            | Louise Fribo             | Louise Fribo         |
| Krabbe           | David Bateson            | Ulf Pilgaard         |
| Bill (Faren)     | John Payne               | Peter Gantzler       |
| Lisa (Moren)     | Teryl Rothery            | Paprika Steen        |
| Tante Anna       | Pauline Newstone         | Ghita Nørby          |
| Buschauffør      | Richard Newman           | Zlatko Buric         |
| Havaborre        | Scott McNeil             | Martin Brygmann      |